# Rogatekirche (München)

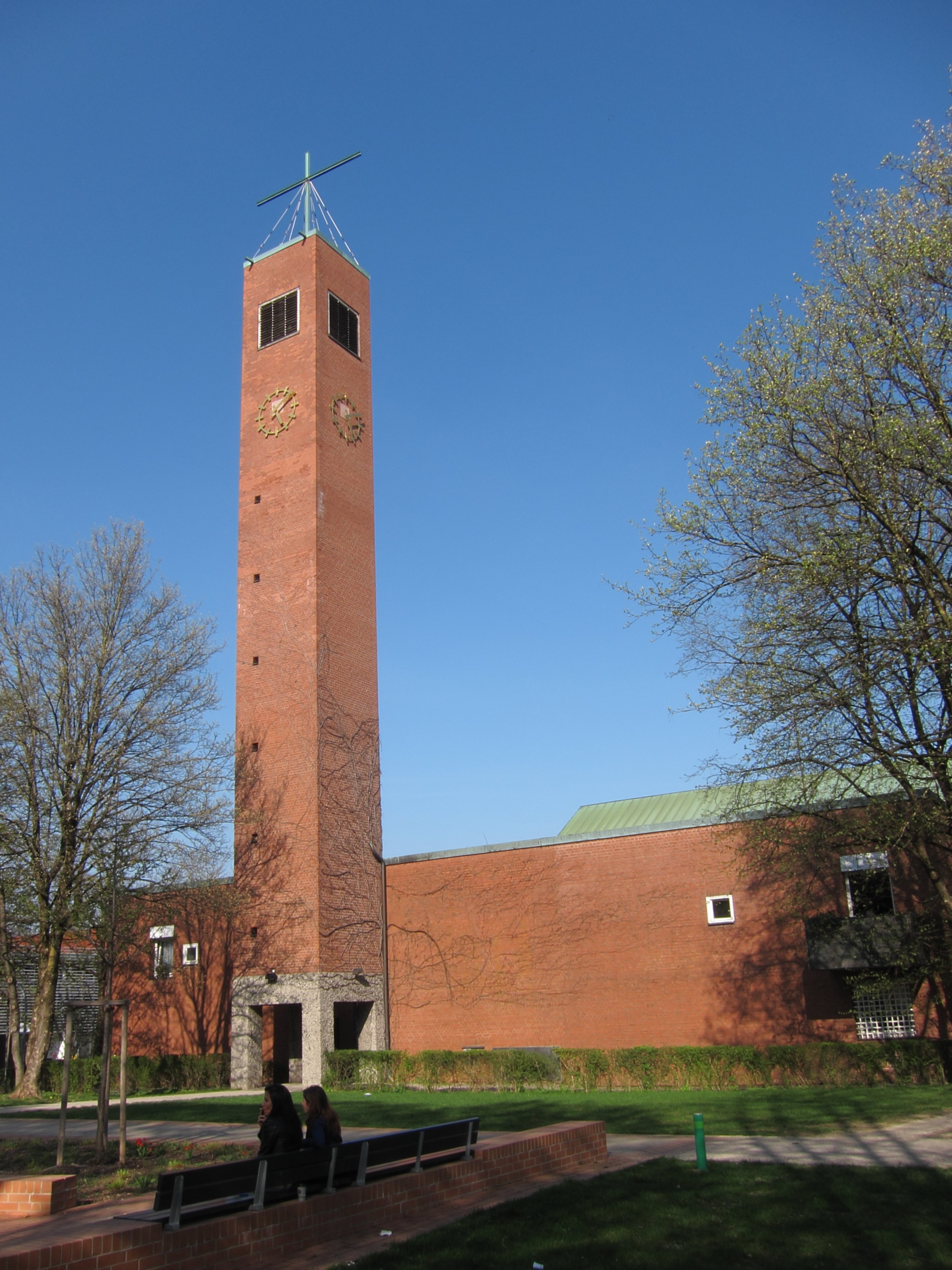
Rogatekirche in München-Ramersdorf

Die Rogatekirche ist eine evangelisch-lutherische Kirche in München-Ramersdorf. Sie liegt in der Bad-Schachener-Straße 28. 

## Geschichte
Die „Evang.-Luth. Pfarrei München – Rogatekirche“ wurde im Jahr 1963 gegründet. Das lateinische Wort „Rogate“ bedeutet „Bittet!“, „Betet!“. Im gleichen Jahr wurde der Grundstein für die Kirche gelegt und am vierten Adventssonntag 1964 wurde das Kirchengebäude eingeweiht. 
1999 wurde die Kirche in die Landesdenkmalliste Bayerns aufgenommen.
Seit 2017 wird die Rogatekirche als evangelische Jugendkirche München genutzt.
Fusion
Im Rahmen der Vorbereitung der Gemeindefusion bildeten Offenbarungskirche und Rogatekirche seit Sommer 2017 eine gemeinsame Pfarrei mit Gemeindeverbund. Die beiden Kirchengemeinden fusionierten 2018 zur Gemeinde „Sophie Scholl“; am 2. Dezember 2018 wurde der erste gemeinsame Kirchenvorstand eingeführt. Vor der Fusion war Rogate mit 1200 Mitgliedern die kleinste evangelische Gemeinde Münchens gewesen.

## Architektur

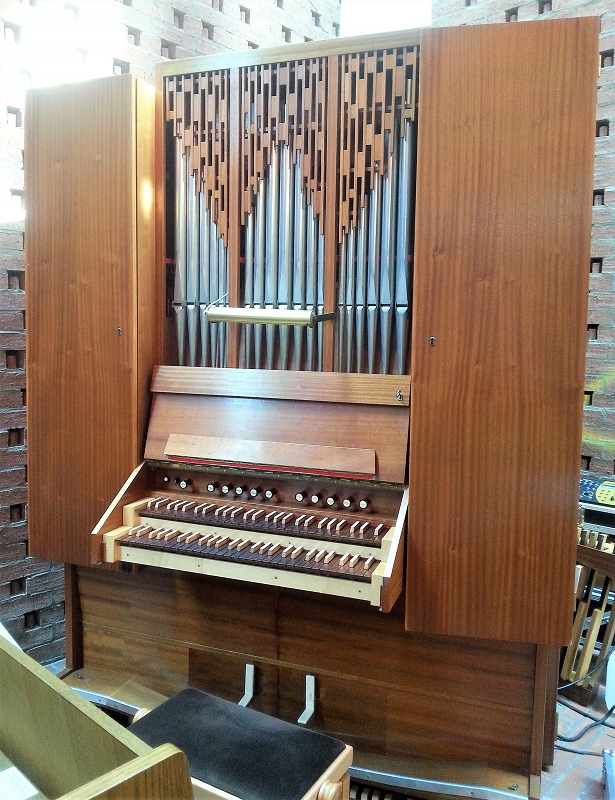
Orgel Rogatekirche

Entworfen wurde das Kirchenzentrum vom Berliner Architekten Werner Eichberg. Das in Sichtziegelmauerwerk gestaltete Gemeindezentrum, bestehend aus Kirche, Gemeinderäumen, Wohnungen und Glockenturm, ist in annähernd quadratischer Form um einen Innenhof herum angeordnet. Dieser Burgcharakter des Gebäudes sollte in der Nachkriegszeit symbolhaft für einen Ort der Sicherheit und der Zuflucht stehen. Der längsgerichtete Kirchenraum wird von einer baldachinähnlichen, auf vier Betonstützen ruhenden Dachkonstruktion mit umlaufenden Fensterband gekennzeichnet. Seit 1999 steht das Gebäude unter Denkmalschutz.

## Orgel
Die Orgel der Rogatekirche, eine Kleinorgel, wurde 1975 von der Orgelbaufirma Gerhard Schmid aus Kaufbeuren gebaut. Ihre 310 Pfeifen sind in sechs Registern untergebracht, die über zwei Manuale und Pedal angespielt werden können.

## Glocken
Im Kirchturm hängen vier Glocken, die 1964 von der Glockengießerei Bachert in Karlsruhe gegossen wurden.
| Glocke | Gewicht | Durchmesser | Schlagton | Inschrift                                   | Abbildung                   |
| ------ | ------- | ----------- | --------- | ------------------------------------------- | --------------------------- |
| 1      | 734 kg  | 1102 mm     | fis′      | „O Land, Land, Land, höre des Herrn Wort“ * | Weltkugel mit Kreuz         |
| 2      | 418 kg  | 919 mm      | as′       | „Wachet und betet“                          | Drei Kreuze                 |
| 3      | 301 kg  | 828 mm      | h′        | „Lob, Ehr und Preis sei Gott“               | Christusmonogramm mit Kreuz |
| 4      | 210 kg  | 732 mm      | cis″      | „Ein Herr, ein Glaube, eine Taufe“          | Taube mit Aura              |

* Zusätzliche Inschrift Glocke 1: „Gestiftet von Gustl Feldmeier München“